# Mona Andersson
Mona Margareta Andersson, född 17 augusti 1936 i Örgryte församling, Göteborg, är en svensk skådespelare.
Hon var tidigare gift med Olof Thunberg och är nu sambo med Peter Edding. Andersson är mor till skådespelaren Svante Thunberg, svärmor till operasångerskan Malena Ernman och farmor till bland andra klimataktivisten Greta Thunberg.

## Filmroller
- 1956 - Sista paret ut, gymnasist
- 1959 - Brott i Paradiset, servitris på Paradiset
- 1960 - Domaren, åhörare i rättssalen
- 1961 - Pongo och de 101 dalmatinerna
- 1961 - Testfilm Dramatenelever 1960
- 1962 - Raggargänget, Maggan, raggarbrud
- 1962 - Vaxdockan, Expediten
- 1963 - Adam och Eva, fröken Nätt på Hjälpo
- 1964 - 491, Kajsa
- 1966 - Adamsson i Sverige, fröken Blomgren, maskinskriverska
- 1966 - Ön, fru Eriksson
- 1968 - Korridoren, Lise Granell, patient
- 1968 - Vindingevals, Doris, hemmadotter
- 1972 - Statistik för Svensson, mamman
- 1975 - Garaget, hårfrisörskan
- 1975 - Barnen från vildmarken, Naome Sager
- 1976 - Ansikte mot ansikte, en patient i drömmen
- 1977 - Tabu, Aina Eriksson, Lennarts fru
- 1977 - Peter och draken Elliott, svensk röst som Lena Gogan
- 1983 - Fanny och Alexander, Karna, piga
- 1992 - Stortjuvens pojke, hälerskan
- 1994 - Stockholm Marathon, Hellströms fd svärmor
- 1997 - Chock, liftarflickan
- 1999 - Hälsoresan – En smal film av stor vikt, Gudrun
- 2001 - Barnsäng, Gerda, mamman
- 2006 - Final Curtain Call (Novellfilm av Jan-Eje Ferling), Elin Drotter, huvudroll
- 2009 - Lille frø[6]
- 2009 - Ella, Ella, Prix d’interprétatio för rollen, 25ème Festival Européen du Film Court, Brest, Frankrike[7][8]

## TV-roller
- 1963 – Topaze, andre maskinskriverska
- 1968 – Lärda fruntimmer, Martine
- 1968 – Lekar i kvinnohagen, Maja Svensson
- 1970 – Ett dockhem, Kristine
- 1970 – Körsbärsträdgården, Dunjusjal, hembiträde
- 1972–1974 – Bröderna Malm (TV-serie), en kvinna
- 1973 – Ett köpmanshus i skärgården (TV-serie), Pernilla
- 1974 – Straffet, Elsa Knutsson
- 1974 – Rulle på Rullseröd, faster Ingeborg
- 1978 – Kärlek genom ett fönster
- 1980 – Styv kuling, fru Lind
- 1982 – Polisen som vägrade svara
- 1982 – Dubbelsvindlarna
- 1994 – Tre Kronor, Gunvor Gustavsson
- 2007 – Höök
- 2016 – Vårdgården, (gästroll)
- 2017 – Syrror, (gästroll)
- 2018 – Sommaren med släkten (TV-serie)

## Teater

### Roller (urval)
| År   | Roll                       | Produktion                                                                    | Regi             | Teater                         |
| ---- | -------------------------- | ----------------------------------------------------------------------------- | ---------------- | ------------------------------ |
| 1956 | Chantal                    | Zoé Jean Marsan                                                               | Anita Blom       | Atelierteatern                 |
| 1957 | Sidma                      | Den omoraliske Ruth Goetz och Augustus Goetz                                  | Hans Råstam      | Atelierteatern                 |
| 1957 |                            | En kvinna är överflödig Knud Sønderby                                         | Anita Blom       | Borås kretsteater/ Riksteatern |
| 1957 |                            | Kärlekens fars Helge Krog                                                     | Palle Granditsky | Borås kretsteater/ Riksteatern |
| 1961 |                            | Fridas visor Birger Sjöberg                                                   | Per Sjöstrand    | Skansens friluftsteater        |
| 1961 | Sandra                     | Kattorna Walentin Chorell                                                     | Mimi Pollak      | Dramaten                       |
| 1962 | Medverkande i danserna     | Resan (Le voyage) Georges Schehadé                                            | Alf Sjöberg      | Dramaten                       |
| 1963 | Lili, Paumelles piga       | Victor eller När barnen tar makten Roger Vitrac                               | Mimi Pollak      | Dramaten                       |
| 1964 | Den nya slavinnan Shan Hua | Tre knivar från Wei Harry Martinson                                           | Ingmar Bergman   | Dramaten                       |
| 1964 | Medverkande                | Å vilket härligt krig Charles Chilton                                         | Jackie Söderman  | Dramaten                       |
| 1966 | Medverkande                | I afton improviserar vi Luigi Pirandello                                      | Mimi Pollak      | Dramaten                       |
| 1975 | Flora Latham               | No, No, Nanette Vincent Youmans, Otto Harbach, Frank Mandel och Irving Caesar | Isa Quensel      | Oscarsteatern                  |
| 1989 |                            | Hur andra älskar Alan Ayckbourn                                               | Olof Thunberg    | Intiman                        |

### Fotnoter
1. ↑  Internet Movie Database, IMDb-ID: nm0027779co0047972, läst: 12 juli 2016.[källa från Wikidata]
2. ↑  Česko-Slovenská filmová databáze, 2001, ČSFD person-ID: 459877.[källa från Wikidata]
3. 1 2  Sveriges befolkning 2000, Sveriges Släktforskarförbund, 2020, läst: 28 december 2022.[källa från Wikidata]
4. ↑  Sveriges befolkning
2000:
Andersson, Mona Margareta
(1936-08-17)
Försäkringskassan, uttag avseende 20001231 (2014)
5. ↑  ”Mona Andersson”. Svensk Filmdatabas. http://sfi.se/sv/svensk-filmdatabas/Item/?type=PERSON&itemid=66102&ref=%2ftemplates%2fSwedishFilmSearchResult.aspx%3fid%3d1225%26epslanguage%3dsv%26searchword%3dmona+andersson%26type%3dPerson%26match%3dBegin%26page%3d1%26prom%3dFalse. Läst 22 september 2012.
6. ↑  http://www.nrk.no/nett-tv/arkivert/73409/
7. ↑  ”Brest, le 25ème palmarès”. 14 november 2010. Arkiverad från originalet den 19 november 2010. https://web.archive.org/web/20101119115123/http://www.formatcourt.com/2010/11/brest-le-25eme-palmares/. Läst 3 december 2010.
8. ↑  http://www.youtube.com/watch?v=7090mLqW_wE
9. ↑  ”Zoé, 1956 :: föreställning”. Carlotta. http://samlingar.goteborgsstadsmuseum.se/carlotta/web/object/1022332. Läst 18 juli 2019.
10. ↑  ”Den omoraliske, 1957 :: föreställning”. Carlotta. http://samlingar.goteborgsstadsmuseum.se/carlotta/web/object/1022336. Läst 18 juli 2019.
11. ↑  ”Tidningsnotis”. Dagens Nyheter:  s. 18. 2 oktober 1957. https://arkivet.dn.se/tidning/1957-10-02/268/18. Läst 29 juli 2018.
12. ↑  ”Tidningsnotis”. Dagens Nyheter:  s. 20. 10 november 1957. https://arkivet.dn.se/tidning/1957-11-10/306/20. Läst 29 juli 2018.
13. ↑  ”Teaterannons”. Dagens Nyheter:  s. 25. 23 juni 1961. http://arkivet.dn.se/arkivet/tidning/1961-06-23/167/25. Läst 19 mars 2016.
14. ↑  ”Tre knivar från Wei”. Stiftelsen Ingmar Bergman. http://ingmarbergman.se/verk/tre-knivar-från-wei. Läst 21 oktober 2015.
15. ↑  ”No No Nanette”. Musikverket. http://calmview.musikverk.se/CalmView/Record.aspx?src=CalmView.Performance&id=PERF24802&pos=109. Läst 15 juni 2015.
16. ↑  Marcus Boldemann (2 januari 1976). ”Platt fall för Nanette”. Dagens Nyheter:  s. 14. http://arkivet.dn.se/arkivet/tidning/1976-01-02/1/14. Läst 31 augusti 2015.
17. ↑  Bengt Jahnsson (1 oktober 1989). ”'Hur andra älskar' på Intima teatern: Komedifars utan temperament”. Dagens Nyheter:  s. 25. http://arkivet.dn.se/arkivet/tidning/1989-10-01/266/25. Läst 23 augusti 2015.